# Angélica. Una tragedia
Angélica. Una tragedia és un documental espanyol de 2016 de Manuel Fernández-Valdès que segueix els assajos de la nova obra d'Angèlica Liddell, hi intentant retratar la seva persona i obra.
Angèlica ha esdevingut una de les principals dramaturgues europees amb un teatre autobiogràfic en el qual exposa el seu dolor més íntim. Aquesta decisió afecta l'essència de la manera en la qual treballa i també de les persones que l'envolten en el seu procés creatiu. Això exposa als integrants de les seves obres a decidir quin són els límits al que estan disposats a traspassar; igual que la mateixa Liddell.
El director es mourà amb la companyia i amb Liddell, també d'alguna manera deixant-se afectar per tota aquesta relació agitada entre art i vida.

## Angélica Liddell
Angélica González és més coneguda com Angélica Liddell, el seu nom artístic. El va agafar de la nena en qui l'escriptor Lewis Carroll es va inspirar per escriure la seva famosa història Alícia en el país de les meravelles. Dramaturga i actriu catalana nascuda a Figueres l'any 1966.
Comença el seu teatre en 1988, dintre d'un corrent d'art contemporani sorgit als 80; on ella és el màxim referent valorat.
L'any 1993 crea la companyia Atra Bilis teatro juntament amb l'actor Gumersindo Puche; aquí comença a crear una línia coherent d'obra pròpia on ella és l'autora, directora i intèrpret.
El seu teatre fuig de tota dramatúrgia convencional, és fosc i dur amb posades en escena dures i viscerals; un explicitat colpidora. Considerada una de les avantguardistes del teatre contemporani europeu. Per ella el teatre és una arma amb la que poder atacar l'entorn on viu, un canal d'expressió crítica i de protesta.
Per entendre millor a l'artista citarem el següent fragment d'una entrevista a Liddell feta per Juan Vallejo al País per "Por las revueltas de Angélica Liddell" El País 17/10/2009.
"Soy antisocial, casi sociópata. De haber nacido en Estados Unidos, habría entrado a tiros en un supermercado".
El seu teatre és una representació del dolor en totes les seves cares. Un treball en la indagació de l'actualitat per denunciar el més obscè o abrupte d'aquesta. Una introspecció personal en la qual assenyala, sense dubte ni remordiment, als qui ella considera culpables. Experta en el patiment, tal com ella es reconeix a si mateixa.
La memòria com una fotografia de dolor.
“Quizás por ser hija única, quizás por determinadas cosas de mi infancia siempre he sido bastante pesimista”
(Angélica Liddell, “Angélica y la sombra del caos” Diario el Colombiano, Medellín 30/06/1995)

## La Pel·lícula
Podem dir que aquesta pel·lícula tracta sobre una artista entregada al màxim a l'art; l'agitada relació entre la creació i la vida.
"No es una película de cómo una artista ensaya su obra sino de cómo ensaya su vida. Sola ante un espejo" explica el director Fernández-Valdés, que es proposa retratar-la. Liddell amb el seu art autobiogràfic exposa els costats més íntims de la seva pròpia vida, fins i tot arribant al seu dolor. Una decisió que afecta la seva manera de treballar i a les persones amb les qui hi treballa.
A la primavera del 2013 el director entra dintre, amb la seva càmera, dels assajos de Todo el cielo sobre la tierra. El síndrome de Wendy d'Angèlica Liddell. Té la intenció d'aproximar-se a l'autora i testimoniar la seva forma de fer. El resultat del film que emmarcat com un diàleg personal entre director i artista.
El clímax de les obres d'Angèlica justifica per si sol tot el que Fernández-Valdés col·loca en una mirada impressionada davant el que ella crea a l'escenari.
Assaig rere assaig Valdés va trobant i mostrant diferents capes de l'artista, fins a arribar a un moment en què no se sap ben bé on acaba i on començar la diferència entre la realitat i la ficció.
El director se centra en una barreja de plans tancats o oberts on només ella és el centre de tot focus; però també hi ha parts on gaudeix en plasmar a Liddell conjuntament amb el seu entorn i les persones que l'envolten dintre d'aquests processos creatius.
Barreja de moments creatius, moments més humans, moments personals.
Interessant destacar les escenes del diari: on la veu ens narra la part més íntima de l'artista de forma auditiva i en la imatge se'ns mostren aquestes fotografies personals fetes en els moments més crucials de les narracions.

## Premis i Festivals
- BAFICI (Buenos Aires)[1]
- Doclisboa[2]
- Festival Tokyo[3]
- OUFF (Ourense)[4]
- DocsBarcelona[5]
- Festival Cinemateca Uruguaya[6]
- Napoli Teatro Festival  [cal citació]
- Schaubühne (Berlín)[7]
- Specific 2017
- Divadlo Feste (Brno)  [8]
- Tabakalera (San Sebastián)  [9]
- La casa del cine.MX (México DF)  [10]
- Naves Matadero (Madrid)[11]
- La Cárcel.Segovia  [12]
- CGAI (La Coruña)[13]
- Festival TNT (Terrassa)
- Centro Cultural de España en Lima[14]
- Centro Párraga (Murcia)[15]

## Art Contemporani i la postmodernitat
Per situar-nos artísticament en el context de l’art que es mostra a la pel·lícula i, per tant, l’art d'Angèlica, hauríem de parlar sobre art contemporani i postmodernitat.
Existeixen criteris que denominen l'art contemporani com aquell que se situa des del segle xix o fins i tot des del segle xviii amb el Romanticisme, i que s'allarga fins a l'actualitat amb l'altre terme de postmodernitat.
La postmodernitat se situaria a l'època dels 60-70 fins a l'actualitat. En aquesta etapa artística sorgeixen diferents corrents artístiques basades en al imitació d’anteriors corrents, d'altres es contraposen a ells i d'altres barregen diferents elements de l’art per crear noves peces basades en aquesta habilitat de filtrar, escollir i englobar tota aquesta informació passada, transformant-la en una de nova.
En aquesta etapa neixen els següents corrents: art pop, nou realisme frances, art conceptual, minimalisme i l'expressionisme abstracte; així com el hiperrealisme, la neofiguració, les instal·lacions, la desconstrucció i l’art urbà. En les arts escèniques apareixen els conceptes de happening i performance, com també la dansa contemporània.
En general en l’art contemporani es va estendre la idea de donar més importància als sentiments, procés i objectius de l’obra que el resultat mateix d’aquesta. Per tant, és certa manera la idea de perfecció estètica va quedar apartada per deixar pas a una experimentació, de vegades improvitzada.
També molt important marcar que el significat de les peces moltes vegades tenien una interpretació totalment oberta. No volen plasmar la realitat, fugia de la sensació conjunta a través de caràcters o símbols individualistes i tampoc es centrava en la unitat d’un personatge concret per interpretar un terme més general.
L’interior de l’artista influeix en l’obra i aquest es comunica amb l'espectador a través del seu interior. I simultàneament l’interior de l'espectador també influeix, en consonància, amb tot allò que l’artista ha evocat o evoca en la seva pesa.
L’art contemporani, en un principi, no té l’objectiu d’agradar; tant estètica com conceptualment. Només nèix amb la intenció de transmetre. Transmetre i compartir amb l'espectador les experiències, els processos i els objectius que s'han marcat i han quedat o queden plasmat a l’obra. Fins i tot els recursos que poden utilitzar arriben a ser desagradables, ofensius o horribles. Depenent el que es vulgui transmetre, l’artista decideix quines són les seves eines d’expressió i el procés marcarà el resultat; mai l’inici ni la ideació principal marcaran el final de l’obra.
També podem trobar un objectiu més relacionat amb la crítica en vers una postura concreta, un context…
Normalment s'ha dit que aquest tipus d’art es pura provocació. El sentiment de l’artista en vers la creació porta a una intenció de generar sentiments, en ocasions contradictoris per l'espectador.
L’obra ha de transmetre un sentiment a l'espectador. En ocasions aquest no és molt agradable, d'altres amb una aproximació al plaer; cert que cap obra ha de deixar-te indiferent.
Utilitzar la provocació permet engegar i explotar aquesta transmissió de sentiments i a la vegada poder donar valor a aspectes allunyats o abans no relacionats amb l’art; generant així una mena de contradicció en l'espectador, una dissociació d’idees i conceptes que crea aquestes sensacions.
En moltes ocasions l’art contemporani pot generar rebuig. De vegades aquests poden ser molt explícits i fins i tot molt violents.

## Art de la Performance
El arte del performance o también conocido como el arte de acción, implica la puesta en escena de elementos escénicos que pueden incluir recursos como la improvisació y la interacció.
L’art de la performance o també conegut com art d’acció, implica la posada en escena d’elements escènics que poden incloure recursos com la improvisació i la interacció. Forma d’expressió artística que implica la barreja de diverses disciplines com la música, la poesía, el vídeo o el teatre.
La performance apareix com un tipus d’art escènic al voltant de la década de 1960; encara que també podem pararlar del Dadaisme i Marcel Duchamp com el precursor de la performance; o també Jackson Pollock amb el seu conegut action painting, el cos en tot movient per la realització de la peça. Incluía els elements claus de les arts escèniques que son la interpretació, escenari i l'espectador.
Una performance pot ser considerada, també, com part de les arts visuals si els valors estètics que s'enquadren en els estímuls visuals i aquests són els protagonistes de l’obra.
Arts visuals abarquen totes aquelles expressions artístiques essencialment visuals, expressades en forma de pintura, escultura, arquitectura, cine, fotografía i en expressions d'art contemporani. En tot això s'enquadra la performance.
Moltes utilitzaven el recurs de la improvisació. No necessiten la utilització de guions fixos i la provocació dels artistes crea una interacció natural amb la resta d’integrants i també amb el propi públic, creant una espontaneïtat que caracteritza molts d’aquest tipus d’expressions artístiques; creant nous adeptes a la nova disciplina escènica.
Tot aquest moviment comença amb els inicis de noves formes de representació escènica que s'allunyen de la tradicionalitat del teatre i que s'allunyen dels escenaris convencionals. Els Happenings són un dels primers esdeveniments escènics que utilitzen la implicació de la provocació, la interacció amb l'espectador i localitats reals o escenifica a museus o altres espais apartats de l'escena. Els Happenings de John Cage, més tard les realitzacions dels Estats Units i en Europa com els events fluxus.
Moltes vegades es reivindica una transgressió de les formes tradicionals de l’art per treballar amb el cos, les dades sensorials, la paraula, el gest i els compartiments socials.
S'ha considerat que Joseph Beuys va ser un dels artistes més simptomàtics; a l'acte artístic només pot ser posteriorment difós pel vídeo o la fotografia.

Actualment un dels artistes de performance més reconeguts és Marina Abramovic; coneguda com l'àvia de la performance. La seva trajectòria va canviar, en certa manera, la concepció i la fama de la performance. Es destaquen les obres Ritmo 0 amb el risc i la violència dels seus actes, o la història i la trajectòria amb la seva parella professional i també sentimental Ulay.

## Crítica: La veritat en la performance
Molts crítics han argumentat que la importància de l'estètica en la performance i sense el risc només és un factor per disfressar o ocultar el buit. No es troba un rigor d'activisme, un rigor científic o s'enfronta a la realitat.
Hi ha una clara relació entre el dubte i els canons que es repeteixen en les diferents estructures de moltes performances populars. Ha sorgit, en l'art actual, un esforç per justificat i explicar l'existència i la lògica de la peça artística que es presenta. Qualsevol acció de performance es fa amb un objectiu i ens parla d'uns certs temes; però és cert que els arguments són un cúmul d'espais comuns utilitzats per la validació d'una activitat que en els fets es veu incapaç de sostenir-se per si sola.
Existeix un mite de la carn i la sang. El cos com a eina ha arribat a tal extrem de mitificació que sembla que les altres formes de creació no funcionen i que no poden participar en l’acció física.
A l’art el cos sempre ha estat un element important i l’objecte de l'estudi, tant de representació com de treball. Som cos i a través del cos ens movem i treballem. La seva representació implica la observació, la consciència i l’utilització.
En la història humana s'ha analitzat i arribat a conclusions de que el cos és un espai real i alhora simbòlic. Pot haver una relació amb el maltractament del cos, la humiliació, el sacrifici, la ferida...Tot relacionat també amb les teories del cos fetas per Sade.
El càstig social és brutal: hi ha un dubte si realment la performance sigui un apropament que rebasi fins i tot aquesta crua realitat.
Les accions estan sotmeses a fronteres preconcebudes. Totes tenen una intenció moral o reflexiva que justifica el seu resultat; es divideixen entre les que creuen que l’art com una ong o una terapia de grup, les que tracten de martiritzar el cos, les que imiten es programes de concurs o reality-show, les de sexe decent i les d'accions quotidianes mínimes.
El patiment té dos vías: Una relacionada amb la fatalitat i en aquest cas ens transporta a les classes socials desprestigiades, als grups marginats. La pobresa provoca dolor, i de vegades es relaciona amb el sacrifici i amb la religió. L’altre és el dolor burgés, coincideix amb el que va dir Sartre Crítica de la raó dialèctica; un patiment fals que es reprodueix amb relació a una empatia, una solidarització amb el patiment dels pobres però que no arriba mai a viure el patiment real.
Per la performance tota acció té implicació artística per el fet de ser realitzades en un entorn privilegiats, com espais artístics, museus de prestigi...Tot justificat amb la cerca de la humanitat, una realitat relacional o una mena d’invenció metafísica.
Hi ha un dubte clar en la veracitat de la Performance en relació amb les accions que s'executen i es repeteixen i en els pocs punts amb rigors científics o artístics que trenquin la ambigüitat dels objectius i les explicacions de les peces.
Els artistes com Angèlica Lidell, artistes contemporanis i, per tant, tot el món que es va representar a la pel·lícula: parla de la importància del cos com a eina de transgressió que es complementa amb l'acció i el joc amb l'espai i el temps.
Un discurs escènic que justifica l’acció i l’objectiu.
Mi cuerpo se convierte en una agresión contra la sociedad. Mi cuerpo se con- vierte en protesta. Es un acto de desobediencia. Castigo mi propio cuerpo para desobedecer. Me autolesiono para revolverme contra las lesiones que causa el rol que nos han impuesto desde el nacimiento. Utilizo la violencia poética para defenderme de la violencia real- (Angèlica Lidell, 2006).